# Marcus Wallgren
Marcus Wallgren (* 14. Mai 1974) ist ein ehemaliger schwedischer Handballspieler.
Der 1,76 m große Linksaußen begann seine Profikarriere 1992 bei IFK Skövde HK. International erreichte er im EHF-Pokal 1993/94 und 1994/95 das Achtelfinale, im Euro-City-Cup 1995/96 das Halbfinale, 1996/97 das Viertelfinale und 1997/98 das Finale. Dort unterlag er dem TuS Nettelstedt. Im Europapokal der Pokalsieger 1998/99 kam er in die dritte Runde. Zur Saison 2000/01 wechselte er zum TSV Bayer Dormagen in die deutsche Handball-Bundesliga, wo er aufgrund seiner guten Leistungen für das HBL All-Star Game 2001 nominiert wurde. Nach drei Spielzeiten unterschrieb er bei IFK Malmö. Nach nur einer Saison kehrte er zu seinem Heimatverein zurück, mit dem er 2005 die Ligarunde gewann. Im EHF-Pokal 2004/05 erreichte er das Viertelfinale und 2005/06 das Achtelfinale. 2006 ging er zu Olympic/Viking Helsingborg HK, wo er 2008 seine Karriere beendete.
In der Schwedischen Nationalmannschaft debütierte Wallgren 1994 und bestritt bis 2002 32 Länderspiele, in denen er 24 Tore erzielte. Bei der Europameisterschaft 1998 wurde er durch einen Sieg über Spanien Europameister.